# Blister
Blister — второй сингл с альбома Clarity у Jimmy Eat World, выпущенный в 1999 году на Capitol Records. Сингл был спродюсирован Марком Тромбино.

## Список композиций
| №  | Название                      | Длительность |
| -- | ----------------------------- | ------------ |
| 1. | «Blister»                     | 3:30         |
| 2. | «Goodbye Sky Harbor» (Live)   | 16:11        |
| 3. | «What Would I Say To You Now» | 2:36         |